# 全球華語歌曲排行榜
全球華語歌曲排行榜は、アジアの中国語放送局7社（台湾中国広播公司の台北の音Hit FM、香港電台、上海東方広播電台、広東人民広播電台音楽の声、北京音楽台、シンガポール酔心頻道933、マレーシア988）が共催する流行曲のチャート番組である。

## 年度
- 第1回 - 北京首都体育館（2001年9月28日）
- 第2回 - 広東天河体育館（2002年8月30日）
- 第3回 - 上海大舞台（2003年9月19日）
- 第4回 - 国立台湾大学総合体育館（2004年9月4日）
- 第5回 - マレーシアクアラルンプールプトラ・インドア・スタジアム（2005年9月3日）
- 第6回 - シンガポール（2006年10月）
- 第7回 - 香港（2007年）
- 第8回 - 香港（2008年）
- 第9回 - 北京展覧館劇場（2009年）
- 第10回 - 香港コロシアム（2010年）